# Zefur Wolves
Zefur Wolves je velšská hudební skupina. Vznikla koncem roku 2013 a vede jí hráč na klávesové nástroje Cian Ciarán, jeden z členů skupiny Super Furry Animals. Dále ve skupině působí jeho partnerka Estelle Ios (členka skupiny Baby Queens), Trystan Palfrey, Zirian Afendy a Daniel Wall. Svůj první koncert kapela odehrála roku 2014 v cardiffském kulturním centru Wales Millennium Centre ve spolupráci s venezuelským choreografem Javierem de Frutosem. V březnu 2015 skupina vydala svůj první singl „Too Late“. První studiové album následovalo další měsíc (vydalo jej vydavatelství Strangetown Records, jehož vlastníkem je Ciaránův bratr Dafydd Ieuan). Druhou desku s názvem Truth Is in the Stars kapela vydala v březnu 2019.

## Diskografie
- Zefur Wolves (2015)
- Truth Is in the Stars (2019)